# Екишев, Юрий Анатольевич
Ю́рий Анато́льевич Е́кишев (род. 6 апреля 1964, Сыктывкар, Коми АССР, РСФСР, СССР) — современный российский коми писатель, драматург и сценарист, математик, политический и религиозный деятель.

## Учёба и научная деятельность
В 1981 году с золотой медалью окончил среднюю школу и в составе советской команды участвовал в Международной математической олимпиаде (США, Вашингтон), где завоевал серебряную медаль.
«Когда я возвращался после олимпиады, наш класс удрал из школы и три дня дежурил в аэропорту — это точно. С транспарантами и плакатами. Рейс откладывался, ребята спали на лавках в ожидании самолета, за что я благодарен им до сих пор — нынешним бы так дружить. Ну, а то, что медаль была серебряная — от волнения я перепутал тангенс с котангенсом, вот и все».
Без экзаменов был принят на механико-математический факультет МГУ, через два года перевелся в Сыктывкарский государственный университет. По окончании стажировался на кафедре дифференциальной геометрии и топологии Ленинградского университета, до 1989 года работал преподавателем кафедры геометрии, математической статистики и теории управления Сыктывкарского университета. Занимался топологией многообразий малых размерностей. Классифицировал особенности симплектических многообразий размерности 3.

## Литературная деятельность
Ещё студентом начал заниматься литературным творчеством, но полностью посвятил себя ему с 1989 года. Как прозаик дебютировал в 1995 году в журнале «Континент» с повестью «Под защитою». Затем последовали другие публикации в периодических изданиях (список см. ниже). В 2002 году вышла первая книга «О любви от третьего лица». Член Союза писателей Москвы. Творчество писателя тепло встречено критикой, его называют «одним из лучших современных прозаиков среднего поколения». Его «прозрачная и вместе с тем глубокая проза все больше и больше кажется… сигналом из неведомой, ушедшей на дно „цивилизации сознания“». В тюрьме начал писать книгу-хронику «Россия в неволе», которая издавалась без редактирования сначала в газете «Зырянская жизнь», закрытой впоследствии за поддержку Ю. Екишева. Позже книга «Россия в неволе» была полностью издана в 2008 году в Санкт-Петербурге.

## Роль в православно-монархическом движении
В 1994 году вместе со своим отцом построил в родном селе Вотча храм (позднее Стефано-Афанасьевский монастырь) во имя новомученика епископа Виктора (Островидова), в память о своем погибшем друге Викторе Вайкуме. В 1996—1999 руководил воссозданным Стефано-Прокопьевским братством. Занимался подготовкой к изданию православной литературы на коми языке (или с параллельными коми и русским либо церковнославянским текстом): издал Молитвослов (1994), Литургию Иоанна Златоуста (1996), подготовил к изданию Псалтирь и Четвероевангелие. Впоследствии после конфликтов с местным руководством РПЦ (епископ Сыктывкарский и Воркутинский Питирим) перешёл в РПЦЗ, после раскола которой поддержал сторонников недавно почившего митрополита Виталия (так называемую РПЦЗ(В)).
В 1990-х годах был среди организаторов православно-монархического движения в республике Коми и основал его газету «Зерцало». Председатель правления межрегионального общественного движения «Союз национального возрождения» и республиканский куратор «Движения против нелегальной иммиграции». В 2003 году выдвигался на пост главы Сысольского района Республики Коми, получил 26,84 % голосов (при 37,71 % у победителя). Регулярно пытался устраивать митинги и пикеты своих сторонников в Сыктывкаре, несмотря на жесткое противодействие местных властей и милиции.

## Судебный процесс и тюремное заключение
По заявлению местного руководителя организации «Мемориал» Игоря Сажина был 27 ноября 2006 года привлечен к суду по статьям 280 и 282 Уголовного кодекса; приговорен к двум годам колонии-поселения (из них год провел в следственном изоляторе). В последнем слове снисхождения у суда не просил: «Совесть моя чиста. Более того — я виню себя за то, что я ещё мало делаю в этом направлении. Я сознаю всю гибельность перспективы, к которой нас ведут нынешние власти, и, соответственно, действую сознательно по защите своего народа на своей земле». В заключении написал эссе «Россия в неволе».

## Последующая деятельность
После освобождения из заключения поселился в Москве. Стал лидером движения «ПараБеллум». В 2009 году стал членом штаба Народного ополчения имени Минина и Пожарского.
В 2017 году Екишев был приговорен к полутора годам колонии общего режима за публикацию в интернете двух текстов, по мнению российского суда, экстремистского характера.
В июне 2021 года Второй западный окружной военный суд приговорил к 15 и 10 годам колонии двух сторонников полковника ГРУ в отставке Владимира Квачкова по обвинению в участии в террористической организации.
«По версии следствия, НОР (Народное ополчение России), членами которой были задержанные Екишев, Финогин и Антонов, планировались захваты отделов полиции, армейских складов, узлов связи, административных зданий для дальнейшего вооруженного переворота».
«Суд приговорил Юрия Екишева к 15 годам колонии строгого режима, Павла Антонова к — 10 годам колонии строгого режима»
Екишев признан виновным в организации деятельности террористической организации (ч. 1 ст. 205.5 УК РФ), Антонов — в участии в ее деятельности (ч. 2 ст. 205.5 УК РФ).
Оба свою вину отрицали. Им вменялось продолжение деятельности организации Квачкова «Народное ополчение России» после ее запрета в 2015 году.

## Публикации в журналах

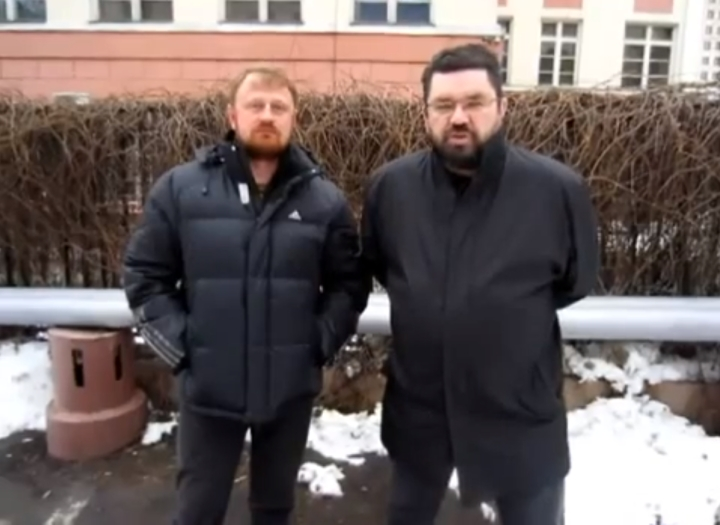
Юрий Екишев и Алексей Дымовский (слева) обращаются к общественности в день Президентских выборов, 4 марта 2012 г.

- «Под защитою» (1995), повесть, журнал «Континент», № 85;
- очерки (1996), журнал «Континент», № 90;
- «Дыхание ветра», повесть, журнал «Арт», затем «Наш современник» (2005, № 11);
- «Рöдвуж андел» («Ангел рода», 1997), киносценарий, журнал «Арт», № 1;
- «Люди Твоя», киносценарий, журнал «Арт»;
- «По глаголу Твоему, съ миромъ, по закону Твоему, с любовью» (1998), роман, журнал «Арт», № 3;
- «Выжить или спастись? (Российская Церковь на пороге тысячелетия)». magazines.russ.ru. Дата обращения: 12 января 2019. (2001), очерк, журнал «Континент», № 109;
- «Действия ангелов». magazines.russ.ru. Дата обращения: 12 января 2019. (2001), повесть, журнал «Континент», № 110;
- «Давид и Ависага», пьеса;
- «Домашняя история», пьеса;
- «Борик, Витик и Хиппи», пьеса;
- «Один только знак», пьеса;
- «Деревенская любовь». magazines.russ.ru. Дата обращения: 12 января 2019. (2006), повесть, журнал «Континент», № 127.
- Книга «Россия в неволе» (современные хроники). web.archive.org. Дата обращения: 12 января 2019.